# Ordine di battaglia dell'esercito anglo-alleato nella battaglia di Waterloo
ARMATA DEI PAESI BASSI

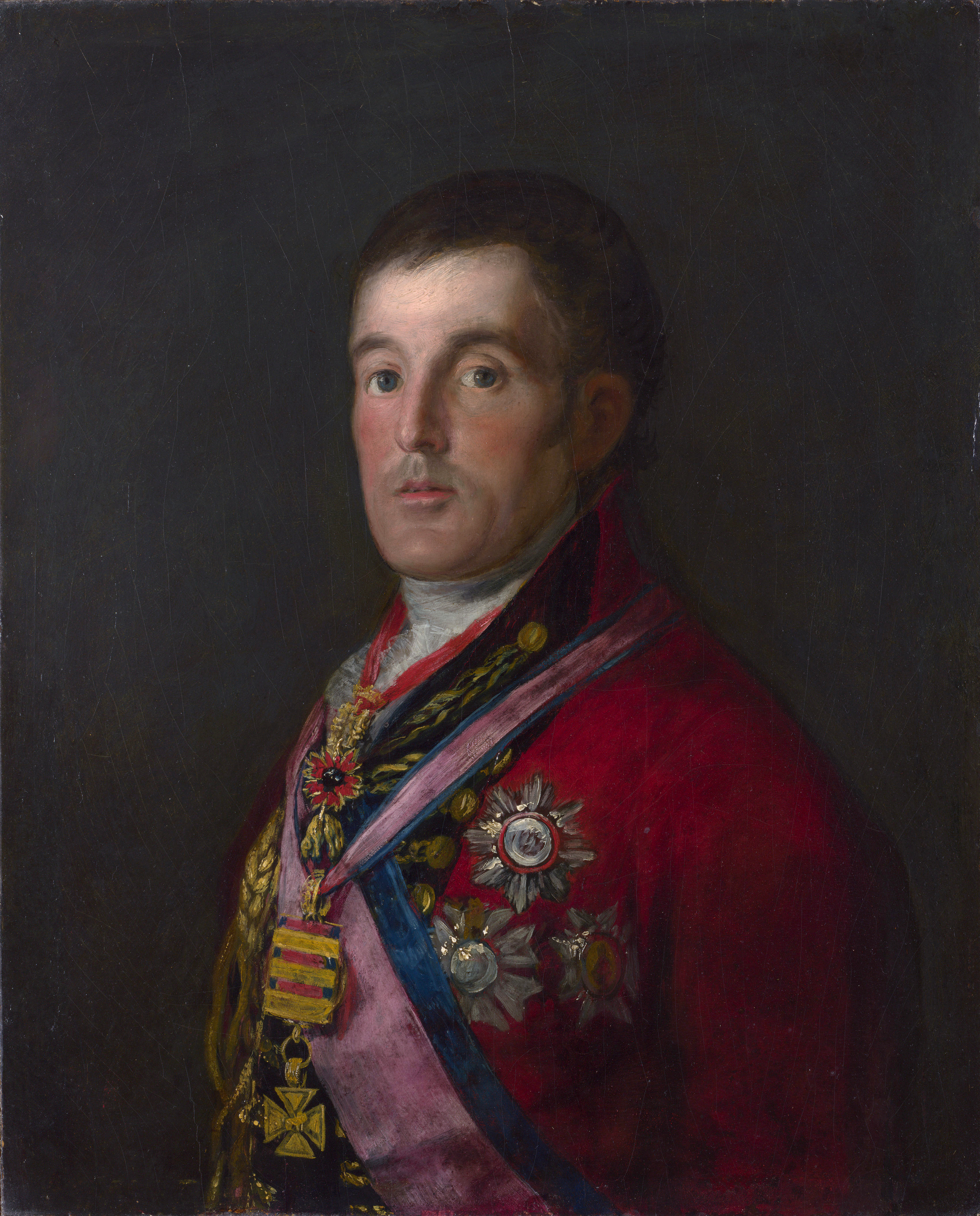
feldmaresciallo Arthur Wellesley Duca di Wellington.

Comandante in capo: feldmaresciallo Arthur Wellesley Duca di Wellington

Segretario militare: tenente colonnello Lord Fitzroy-Somerset

Quartiermastro generale: colonnello William De Lancey
Comandante dell'artiglieria: colonnello G. A. Wood

Comandante dei genieri: tenente colonnello Carmichael Smyth
Capo di stato maggiore delle truppe britanniche: tenente colonnello G. H. Berkeley

Capo di stato maggiore delle truppe dei Paesi Bassi: maggior generale J. V. de Constant-Rebecque
I Corpo d'armata 

Comandante: Principe di Orange

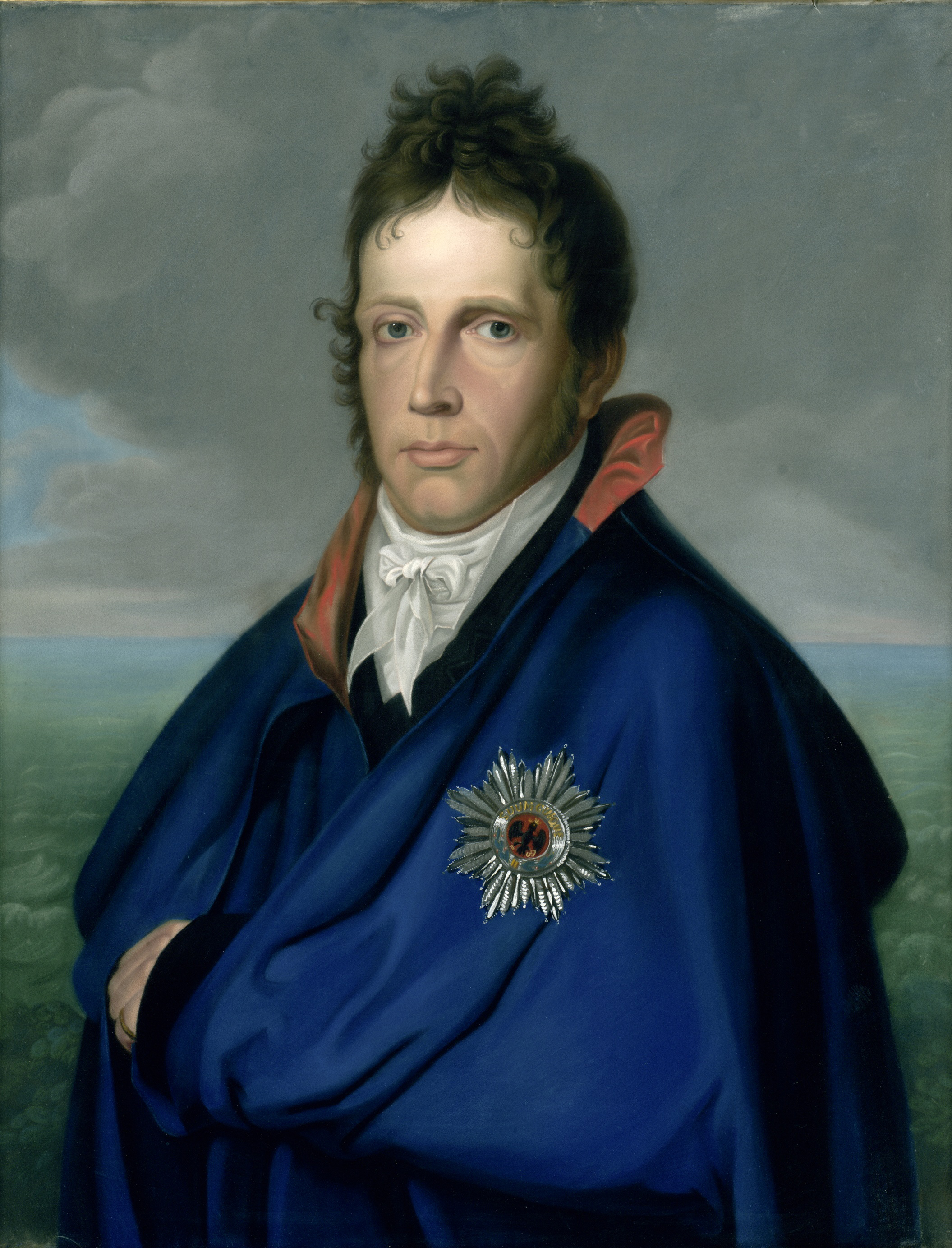
Principe di Orange

- 1ª Divisione britannica (generale George Cooke)
  - Brigata Maitland  
    - II battaglione/1º Reggimento Guardie
    - III battaglione/1º Reggimento Guardie

  - Brigata Byng
    - II battaglione/2º Reggimento Guardie
    - II battaglione/3º Reggimento Guardie

- Artiglieria: due batterie

- 3ª Divisione britannica (generale Charles Alten)
  - Brigata Colin Hackett  
    - II battaglione/30º Reggimento (Cambridgeshire)
    - 33º Reggimento (1° Yorkshire West Riding)
    - II battaglione/69º Reggimento (South Lincolnshire)
    - II battaglione/73º Reggimento (Perthshire)

  - Brigata Ompteda
    - I battaglione leggero/King's German Legion
    - II battaglione leggero/King's German Legion
    - V battaglione di linea/King's German Legion
    - VIII battaglione di linea/King's German legion

  - Brigata Kielmansegge (Hannover)
    - Battaglione di fanteria Bremen
    - Battaglione di fanteria Osnabruck
    - Battaglione di fanteria leggera Grubenhagen
    - Battaglione di fanteria leggera Lüneburg
    - Battaglione di fanteria Verden
    - Battaglione Jäger

- Artiglieria: due batterie

- 2ª Divisione dei Paesi Bassi (generale Hendrik George de Perponcher)
  - Brigata Bylandt 
    - 7º Reggimento di linea
    - 27º Reggimento cacciatori
    - 5º Reggimento della milizia
    - 7º Reggimento della milizia
    - 8º Reggimento della milizia

  - Brigata Bernardo di Sassonia-Weimar-Eisenach 
    - 2º Reggimento Nassau
    - 28º Reggimento Orange-Nassau

- Artiglieria: tre batterie

- 3ª Divisione dei Paesi Bassi (generale David Hendrik Chassé)
  - Brigata Ditmers 
    - 2º Reggimento di linea
    - 35º Reggimento cacciatori
    - 4º Reggimento della milizia
    - 6º Reggimento della milizia
    - 17º Reggimento della milizia
    - 19º Reggimento della milizia

  - Brigata d'Aubraumè
    - 3º Reggimento di linea
    - 12º Reggimento di linea
    - 13º Reggimento di linea
    - 36º Reggimento cacciatori
    - 3º Reggimento della milizia
    - 10º Reggimento della milizia

- Artiglieria: due batterie

II Corpo d'armata 

Comandante: generale Rowland Hill

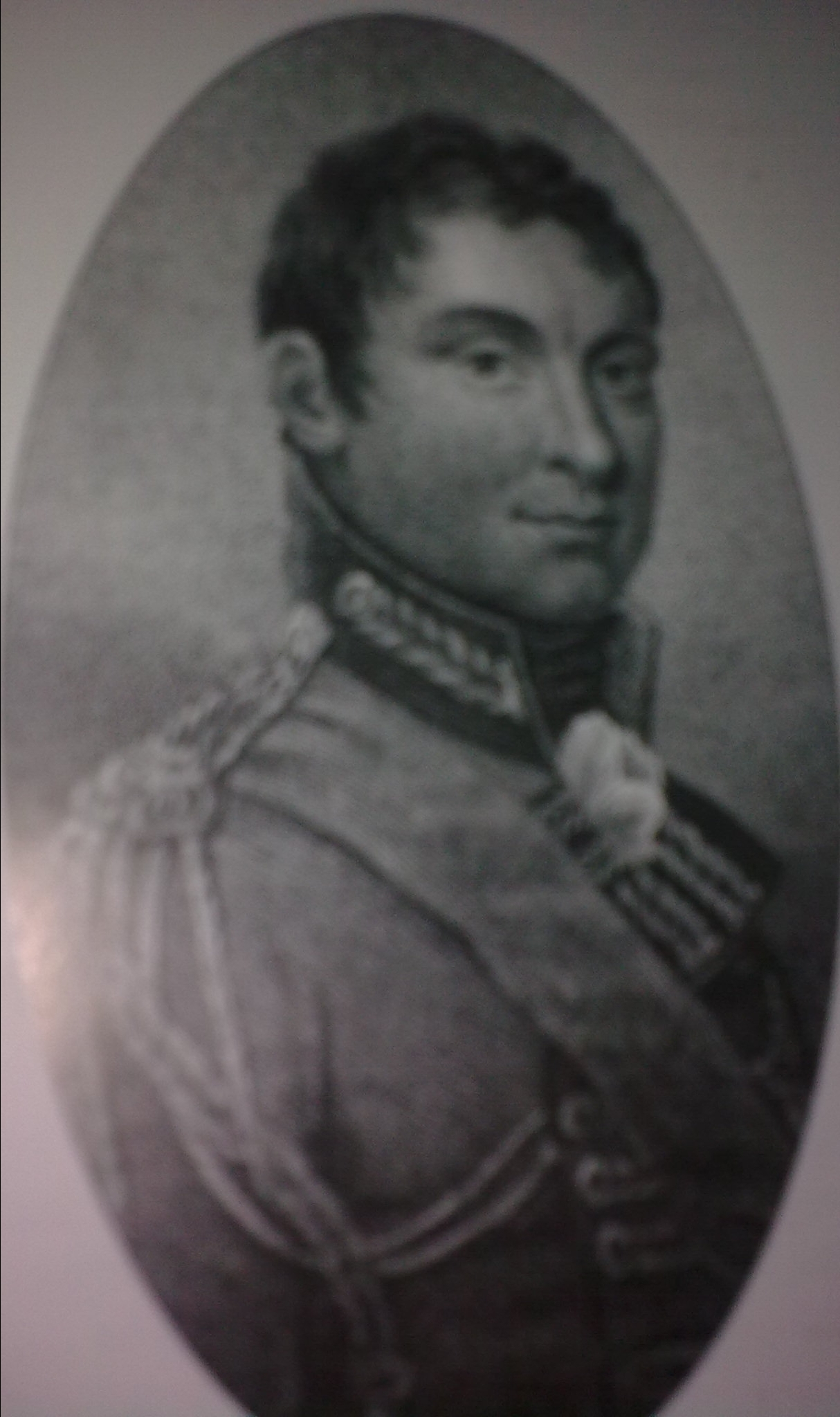
Generale Rowland Hill

- 2ª Divisione britannica (generale Henry Clinton)
  - Brigata Adam  
    - I battaglione/52º Reggimento (Oxfordshire)
    - I battaglione/71º Reggimento (Glasgow Highlander)
    - II battaglione/95º Reggimento (Rifles)
    - III battaglione/95º Reggimento (Rifles)

  - Brigata du Plat
    - I battaglione di linea/King's German Legion
    - II battaglione di linea/King's German Legion
    - III battaglione di linea/King's German Legion
    - IV battaglione di linea/King's German legion

  - Brigata William Hackett (Hannover)
    - Battaglione Landwehr Bremenvörde
    - Battaglione Landwehr Osnabruck
    - Battaglione Landwehr Quackenbrück
    - Battaglione Landwehr Salzgitter

- Artiglieria: due batterie

- - Brigata Mitchell (distaccata dalla 4ª Divisione britannica)  
    - III battaglione/14º Reggimento (Buckinghamshire)
    - I battaglione/23º Reggimento (Royal Welch Fusiliers)
    - 51º Reggimento ((2° Yorkshire West Riding)

Forze di riserva 

Sotto il controllo diretto del Duca di Wellington
- 5ª Divisione britannica (generale Thomas Picton)
  - Brigata Kempt  
    - I battaglione/28º Reggimento (North Gloucestershire)
    - I battaglione/32º Reggimento (Cornwall)
    - I battaglione/79º Reggimento (Cameron Highlander)
    - I battaglione/95º Reggimento (Rifles)

  - Brigata Pack
    - III battaglione/1º Reggimento (The Royal Scots)
    - I battaglione/42º Reggimento (Black Watch)
    - II battaglione/44º Reggimento (East Essex)
    - I battaglione/92º Reggimento (Gordon Highlanders)

  - Brigata Vincke (Hannover)
    - Battaglione Landwehr Gifhorn
    - Battaglione Landwehr Hameln
    - Battaglione Landwehr Hildesheim
    - Battaglione Landwehr Peine

- Artiglieria: due batterie

- 6ª Divisione britannica (generale Lowry Cole, in licenza in Gran Bretagna e sostituito dal generale John Lambert)
  - Brigata Lambert  
    - I battaglione/4º Reggimento (King'Own Royal)
    - I battaglione/27º Reggimento (Inniskillings)
    - I battaglione/40º Reggimento (2° Somersetshire)
    - II battaglione/81º Reggimento (Loyal Lincoln Volunteers)

  - Brigata Best (Hannover)
    - Battaglione Landwehr Lüneburg
    - Battaglione Landwehr Munden
    - Battaglione Landwehr Osterode
    - Battaglione Landwehr Verden

- Artiglieria: due batterie

- Corpo di Brunswick (Federico Guglielmo di Brunswick, ucciso il 16 giugno 1815 nella battaglia di Quatre-Bras)
  - Brigata Butlar  
    - Battaglione della Guardia
    - I battaglione leggero
    - II battaglione leggero
    - III battaglione leggero

  - Brigata Specht
    - I battaglione di linea
    - II battaglione di linea
    - III battaglione di linea

- Artiglieria: due batterie

- - 1º Reggimento Nassau
    - I battaglione
    - II battaglione
    - III battaglione

Riserva d'artiglieria

Comandante: maggiore Drummond
- - cinque batterie

Riserva di cavalleria 

Comandante: generale Lord Uxbridge

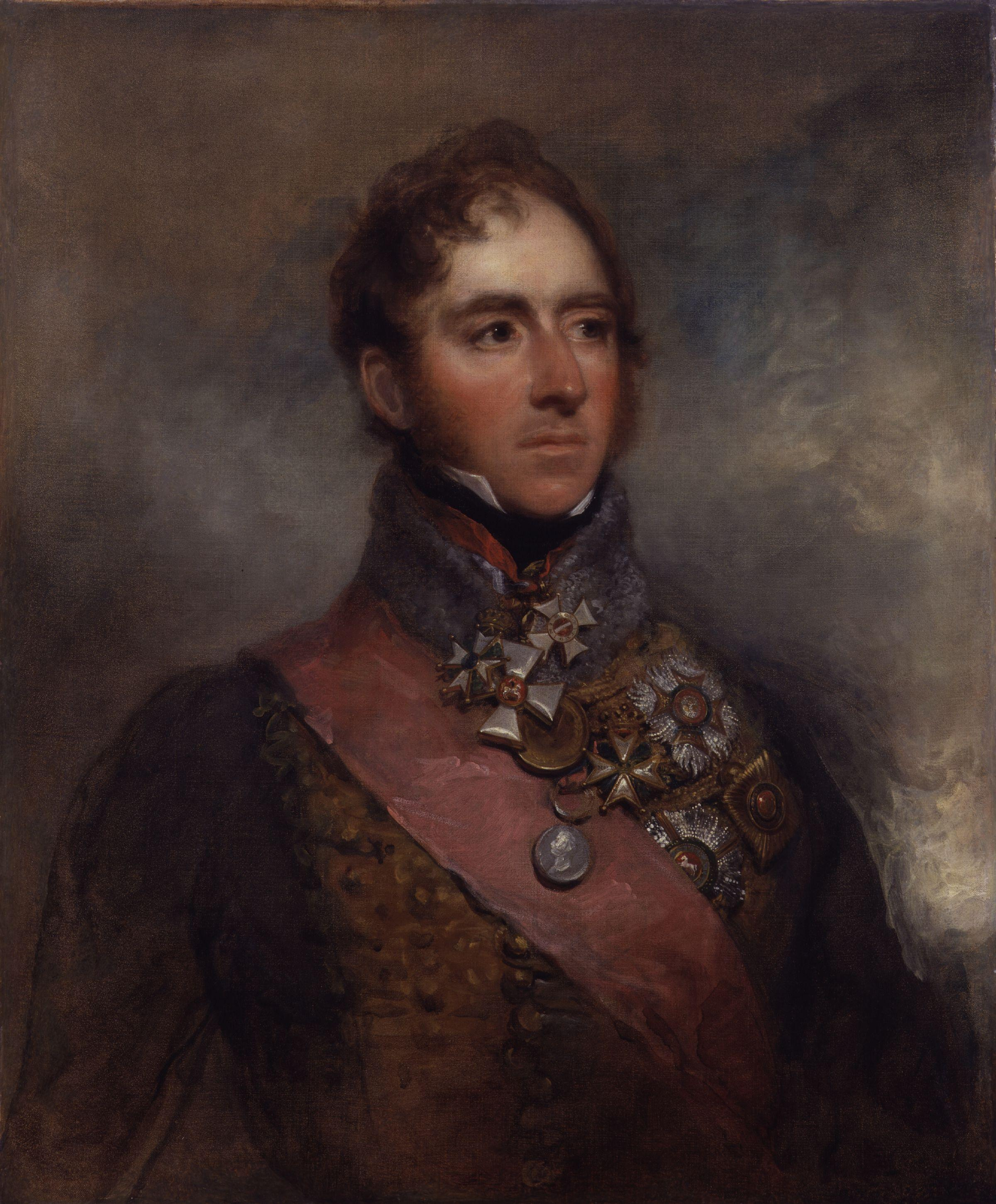
Generale Lord Uxbridge

- - 1ª Brigata  (generale Edward Somerset)
    - 1º Reggimento Life Guards
    - 2º Reggimento Life Guards
    - Royal Horse Guards
    - 1º Reggimento King's Dragoon Guards

  - 2ª Brigata  (generale William Ponsonby)
    - 1º Reggimento Royal Dragoons
    - 2º Reggimento North British Dragoons (Scots Grey)
    - 6º Reggimento Inniskilling Dragoons

  - 3ª Brigata  (generale Wilhelm von Dörnberg)
    - 1º Reggimento Light Dragoons/King's German Legion
    - 2º Reggimento Light Dragoons/King's German Legion
    - 23º Reggimento Light Dragoons

  - 4ª Brigata  (generale John Ormsby Vandeleur)
    - 11º Reggimento Light Dragoons
    - 12º Reggimento Light Dragoons
    - 16º Reggimento Light Dragoons

  - 5ª Brigata  (generale Colquhoun Grant)
    - 7º Reggimento Ussari
    - 11º Reggimento Ussari
    - 2º Reggimento Ussari/King's German Legion

  - 6ª Brigata  (generale Hussey Vivian)
    - 10º Reggimento Ussari
    - 18º Reggimento Ussari
    - 1º Reggimento Ussari/King's German Legion

  - 7ª Brigata  (generale Friedrich von Arentschildt)
    - 3º Reggimento Ussari/King's German Legion
    - 13º Reggimento Light Dragoons/King's German Legion

  - 1ª Brigata dei Paesi Bassi (generale Albert Dominicus Trip van Zoudtlandt)
    - 1º Reggimento Carabinieri olandesi
    - 3º Reggimento Carabinieri olandesi
    - 2º Reggimento Carabinieri belgi

  - 2ª Brigata dei Paesi Bassi (generale Charles Étienne de Ghigny)
    - 4º Reggimento Dragoni olandesi
    - 8º Reggimento Ussari belgi

  - 3ª Brigata dei Paesi Bassi (generale Jean Baptiste van Merlen)
    - 5º Reggimento Dragoni belgi
    - 6º Reggimento Ussari olandesi